# جوزيف إتش سيلفرمان
جوزيف إتش سيلفرمان (بالإنجليزية: Joseph H. Silverman) هو رياضياتي وأستاذ جامعي أمريكي، ولد في 27 مارس 1955 في نيويورك في الولايات المتحدة.

## وصلات خارجية
- الموقع الرسمي